# Лейонберг, Тина
Тина Элла Катарина Лейонберг (швед. Tina Ella Katarina Leijonberg; род. 11 февраля 1962 года, Эслёв) — шведская певица, телеведущая и актриса.

## Биография

### Ранние годы жизни и образование
Родилась 11 февраля 1962 года в городе Эслёв. В девятилетнем возрасте переехала вместе с семьёй в Лунд.
С четырёх лет занималась в балетной школе, впоследствии окончила Академию балета в Гётеборге. В 1988 году окончила музыкальную школу в Лос-Анджелесе, а затем — Академию сценического искусства и музыки в Гётеборге.

### Карьера актрисы и телеведущей
Карьеру актрисы Тина Лейонберг начала в 1991 году, поступив на службу в Стокгольмский городской театр, который покинула уже в следующем году. В 2002 году она вернулась в Стокгольмский городской театр, но вскоре вновь его покинула. В настоящее время время от времени принимает участие в постановках нескольких ведущих шведских театров. Среди наиболее известных её ролей — горничная Малин в пьесе «Söderkåkar» (Бульварный театр, 2003) и Лайза Миннелли на рождественском шоу в стокгольмском Гранд-отеле (2003).
В 1993 году Тина впервые снялась в кино, сыграв роль второго плана в фильме «Härifrån till Kim». Общенациональную известность ей принесла роль Пернилы «Пиллы» Фриск-Линдгрен в популярной мыльной опере канала TV4 «Три короны» (1994—1997). В 1996 году вела музыкальную программу Söndagsöppet на государственном телеканале SVT, заменив в качестве ведущей Алис Ба.
Со второй половины 1990-х годов Тина Лейонберг активно участвует в мюзиклах. На её счету роли в постановках «Бриолин», «Эвита», «Слава», а также в шведском мюзикле «Солнце, ветер и вода». В 2004 году она прошла прослушивание на одну из ролей в мюзикле Mamma Mia!, однако в итоге роль досталась Гунилле Бакман. В 2010 году участники рок-группы Queen выбрали Лейонберг в качестве исполнительницы главной роли Убийственной королевы (Killer Queen) в шведской экранизации их мюзикла We Will Rock You.
Снялась в шведской рекламе отбеливателя Vanish. Часто выступает в качестве конферансье на публичных мероприятиях.

### Карьера певицы
Дважды принимала участие в Melodifestivalen — в 1993 году (с песней Närmare dig) и в 1995 году (с песней Himmel på vår jord, которую исполнила в дуэте с Моникой Сильверстранд). Оба раза не сумела занять призового места.
Как певица, Тина Лейонберг — разносторонний артист. Она исполняет песни в самых разных жанрах: джаз, блюз, рок, выступает в сопровождении биг-бенда. Пела вместе с такими популярными в Швеции певцами как Янне Карлссон и Лассе Бергхаген, а также с норвежской певицей Венке Мюре. Участвовала в совместных мировых гастролях с американским рэпером Доктором Албаном.

## Фильмография
- 1993 — «Härifrån till Kim»[швед.] — Барбро
- 1994 — Pillertrillaren[швед.] — подруга Анжелики
- 1994—1997 — Три короны (Tre kronor)[англ.] — Пернила «Пилла» Фриск-Линдгрен
- 1997 — Hemvärn och påssjuka[швед.] — фрёкен Эмма, горничная
- 1999 — Кровать на шестерых (Bäddat för sex)[англ.] — Сасса Линд
- 2006 — Di Leva’s Free Life